# Kaifuku Jutsushi no Yarinaoshi
Kaifuku Jutsushi no Yarinaoshi (kompletter Titel 回復術士のやり直し 〜即死魔法とスキルコピーの超越ヒール〜 Kaifuku Jutsushi no Yarinaoshi: Sokushi Mahō to Skill Copy no Chōetsu Heal, übersetzt The Redo of a Healing Magician: Transcendental Healing of Instant Death Magic and Skill Copying, kurz Redo of Healer) ist eine Light-Novel- und Manga-Reihe von Rui Tsukiyo, die seit 2016 als Web-Novel auf der Online-Plattform Shōsetsuka ni Narō erscheint. Seit Juli 2017 erscheint eine Printausgabe der Light Novel im Kadokawa Shoten Bunko des Verlages Kadokawa Shoten. Seit Oktober gleichen Jahres verlegt das Unternehmen den gleichnamigen Manga Tsukiyos im Young Ace Up.
Im November 2019 wurde mitgeteilt, dass die Light-Novel-Reihe eine Umsetzung als Animeserie, die durch das Animationsstudio TNK realisiert wird, erhält.

## Handlung
Keare ist ein Heilmagier und schließt sich einer Gruppe Helden an. Da diese der Meinung sind, dass Heiler nicht imstande sind zu kämpfen, beginnen sie ihn auszunutzen und zu foltern. Er kann seinen Peinigern entkommen und entdeckt, dass er mit seinen magischen Fähigkeiten die „Welt heilen“ kann. Er reist vier Jahre in die Vergangenheit zurück um Rache an denjenigen zu üben, die ihn malträtiert und schikaniert haben.

## Hintergrund
In einem Interview mit dem australisch-japanischen Webvideoproduzenten The Anime Man im Mai des Jahres 2021 erklärte Rui Tsukiyo, dass er einfach eine erfolgreiche Geschichte verfassen wollte. So ging er weiterhin darauf ein, dass zu den beliebtesten Geschichten die auf der Online-Plattform Shōsetsuka ni Narō veröffentlicht werden, Rachestorys gehören und Tsukiyo selbst derartige Handlungen mag. Allerdings zeigte er sich von vielen der Geschichten enttäuscht, da das Rachemotiv entweder zu gering bearbeitet oder nach wenigen Kapiteln gelöst wurde. Deswegen wollte er eine Rachegeschichte schreiben, die möglichst brutal ist und über einen langen Zeitraum seine Spannung beibehält.
Die Kombination aus Rachegeschichte mit sexuellen Inhalten habe er gewählt, da diese die Geschichte besonders interessant mache. Außerdem, so Tsukiyo, habe er diese Kombination gewählt, da sich einfache erotische Geschichten nicht gut verkaufen, wie angenommen wird. Tsukiyo führte an, dass er ein polarisierendes Werk schreiben wollte, da er so sicher gehen konnte, dass diejenigen, die sein Werk lieben, in sein Werk investieren:

„Stell dir eine Gruppe von 100 Personen vor. Selbst wenn alle meine Geschichte mögen, werden sie dafür nicht ihr Geld zum Fenster hinauswerfen. Aber wenn ich eine Serie mache, die 50 Personen lieben, während die anderen 50 mir den Tod wünschen, werden die 50 Personen, die sie lieben, auch dafür zahlen. Wichtig ist also nur, wie viele Leute leidenschaftlich gern die Serie verfolgen.“

## Figuren
Keyaru (ケヤル)/Keyarga (ケヤルガ Keyaruga)
Keyarga ist die neue Identität des Helden der Heilmagie Keyaru, nachdem er vier Jahre in die Vergangenheit gereist ist und sich an Prinzessin Flare gerächt hat. In der ersten Zeitlinie wurde Keyaru von seiner Heldengruppe drogenabhängig gemacht, gedemütigt, sexuell missbraucht, gefoltert und vergewaltigt. Er hat geschworen sich an allen zu rächen, die ihm Leid zugefügt haben. Keyarga ist ein rücksichtsloser, vorausschauender und manipulativer Charakter, der über Leichen gehen würde, um seine verfolgten Ziele zu erreichen. Ursprünglich war Keyaru vor den Geschehnissen ein friedfertiger und hilfsbereiter junger Mann, der davon träumte eines Tages ein Held zu werden.
Flare (フレア, Furea)/Freya (フレイア Fureia)
Flare ist die erste Prinzessin des Königreiches Giorial und Heldin der Offensivmagie. Auf den ersten Blick freundlich, entpuppt sie sich als überaus bösartig, hinterlistig und sadistisch. So lässt sie Keyaru im königlichen Verlies in Ketten legen, foltern, unter Drogen setzen und sexuell missbrauchen. In der ersten Zeitlinie versuchte sie, mithilfe des Steins der Weisen die Weltherrschaft an sich zu reißen. Nachdem sich Keyaru in der neuen Zeitlinie mit sexueller Nötigung an ihr gerächt hat, löscht dieser ihre Erinnerungen aus, gibt ihr ein neues Aussehen und eine neue Identität als Freya.
Setsuna (セツナ)
Setsuna ist eine Kriegerin des Biestmenschen-Klans der Eiswölfe. Eines Tages werden sie und andere Kämpfer ihres Klans von den königlichen Rittern des Königreiches Giorial gefangen genommen. Sie muss mit ansehen, wie ihre Freunde auf brutalste Art gefoltert und ermordet werden, während sie später an einen Sklavenhändler verkauft wird. Zunächst wurde sie als Sexsklavin an einen reichen Adeligen verkauft, jedoch wieder zurückgegeben. Keyarga erkennt ihren Hass auf die Menschen und ihren Willen, Rache an diesen zu nehmen. Er verspricht ihr sie bei ihrer Rache zu unterstützen.
Eve (イヴ, Ivu)
Eve ist in der ersten Zeitlinie die Königin der Dämonen, welche von Keyaru besiegt wird, wodurch dieser den Stein der Weisen erhält und in die Vergangenheit reist. In der zweiten Zeitlinie ist sie eine Anwärterin auf den Titel des Dämonenkönigs. Ihr Ziel ist es den amtierenden König der Dämonen zu töten, da dieser ihr Volk verfolgen und dezimieren ließ. Keyarga trifft im Dorf Buranikka auf Eve.
Norn (ノルン, Norun)/Ellen
Norn ist die zweite Prinzessin von Giorial und die jüngere Schwester von Flare. In der ersten Zeitlinie wurde sie beauftragt die Eroberungen mehrerer Städte im Königreich der Dämonen zu überwachen. Sie ist, im Vergleich zu ihrer Schwester, wesentlich sadistischer, trickreicher und besitzt eine hohe taktische Auffassungsgabe. Sie blickt überdies auf ihre ältere Schwester herab. In der neuen Zeitlinie versucht sie die Einwohner Buranikkas zu ermorden, wird jedoch durch einen Hinterhalt von Keyarga gefangen genommen und verschleppt. Nachdem er ihre Erinnerungen ausgelöscht hat, erhält sie als Keyarus jüngere Schwester Ellen eine neue Identität.
Kureha (クレハ)
Kureha Krylet ist eine Schwertkämpferin des Königreiches Giorial, die während eines Kampfes mit einem hochrangigen Dämonen einen Arm verlor und kampfunfähig wurde. Keyaru heilt ihren verloren Arm, erleidet dabei heftigste Schmerzen, unter denen er ohnmächtig zusammenbricht. In Lanaritta treffen Keyarga und Kureha als Feinde erneut aufeinander. Sie schließt sich ihm jedoch an, als sie von den wahren Absichten des Königreiches erfährt.
Bullet (ブレット, Buretto)
Bullet ist der Held der Kanone und Teil der Heldengruppe, die Keyaru in der ersten Zeitlinie demütigten. Er missbraucht Keyaru sexuell unter dem Vorwand sich zu ihm hingezogen zu fühlen.
Blade (ブレイド, Bureido)
Blade ist die Heldin des Schwerts und fühlt sich zu schönen Frauen hingezogen, auch zu Prinzessin Flare. Sie verhält sich Männern hingegen äußerst abwertend gegenüber. In der ersten Zeitlinie vergeht sie sich an Keyaru, nachdem dieser von Flare sexuell missbraucht wurde. In der zweiten Zeitlinie kann Keyarga Blade in einen Hinterhalt locken, gefangen nehmen und sich an ihr rächen.
Anna (アンナ)
Anna ist eine Freundin aus Keyarus Heimatdorf und seine Ziehmutter, die sich liebevoll um ihn gekümmert hat. Sie ist überglücklich, als sie erfährt, dass er als Held auserwählt wurde und so seinen Traum verwirklichen kann. Während es unklar bleibt, was mit ihr in der ersten Zeitlinie passiert, wird sie in der zweiten Zeitlinie vom Kommandanten der königlichen Armee wie der Rest des Dorfes gefangen genommen, gefoltert, missbraucht und beging zuletzt Selbstmord.

## Umsetzungen

### Light Novel
Rui Tsukiyo startete die Serie im Dezember 2016 als Webroman und veröffentlichte diese auf der Internet-Plattform Shōsetsuka ni Narō – jap. „Werdet Romanautoren“. Der Verlag Kadokawa Shoten lizenzierte das Werk und bringt die Romanreihe seit Juli 2017 im Magazin Kadokawa Shoten Bunko heraus. Bis November erschienen sechs Light Novels, die mit Zeichnungen von Shiokonbu, welcher selbst erotische Manga zeichnet, ausgestattet sind. Der siebte Band der Light-Novel-Reihe wurde Mitte Dezember 2019 in Japan herausgegeben.
Ende Januar 2021 wurde öffentlich, dass ein Verlag aus Übersee die Light-Novel-Reihe für eine englischsprachige Ausgabe aus nicht genannten Gründen abgelehnt hat. Dies gab Tsukiyo bekannt, nachdem er mehrere Anfragen erhielt, ob die Light Novel auf Englisch zu kaufen sei. In Italien erscheint die Light-Novel-Reihe über den Verlag Magic Press Edizioni.
| Band | Veröffentlichung (Japan) | ISBN (Japan)            |
| ---- | ------------------------ | ----------------------- |
| 1    | 01. Juli 2017            | ISBN 9784041056806      |
| 2    | 01. Dez. 2017            | ISBN 9784041056813      |
| 3    | 01. Apr. 2018            | ISBN 9784041065242      |
| 4    | 01. Sep. 2018            | ISBN 9784041065211      |
| 5    | 01. Feb. 2019            | ISBN 9784041075593      |
| 6    | 01. Juli 2019            | ISBN 9784041075609      |
| 7    | 01. Dez. 2019            | ISBN 9784041075616      |
| 8    | 01. Juli 2020            | ISBN 9784041096581      |
| 9    | 26. Dez. 2020            | ISBN 9784041096628      |
| 10   | 01. März 2024            | ISBN 978-4-04-109663-5. |

### Manga
Im Oktober 2017 setzte Rui Tsukiyo die Romanreihe als Manga um. Der erste Band erschien im Oktober 2017 auf der Young-Ace-Up-Webseite des Verlages Kadokawa Shoten. Bis November 2019 wurden vier Bände veröffentlicht. Die Zeichnungen wurden von Sōken Haga beigesteuert. Am 2. Mai 2020 erschien der bereits sechste Band der Manga-Reihe.
| Band | Veröffentlichung (Japan) | ISBN (Japan)            |
| ---- | ------------------------ | ----------------------- |
| 1    | 31. März 2018            | ISBN 9784041068380      |
| 2    | 04. Sep. 2018            | ISBN 9784041072929      |
| 3    | 04. Feb. 2019            | ISBN 9784041077306      |
| 4    | 04. Juli 2019            | ISBN 9784041083581      |
| 5    | 03. Dez. 2019            | ISBN 9784041083598      |
| 6    | 02. Mai 2020             | ISBN 9784041093474      |
| 7    | 10. Okt. 2020            | ISBN 9784041093504      |
| 8    | 10. Feb. 2021            | ISBN 9784041093504      |
| 9    | 10. Aug. 2021            | ISBN 9784041115756      |
| 10   | 22. Feb. 2022            | ISBN 978-4-04-111579-4  |
| 11   | 10. Aug. 2022            | ISBN 978-4-04112-627-1  |
| 12   | 10. Feb. 2023            | ISBN 978-4-04-113257-9  |
| 13   | 10. Aug. 2023            | ISBN 978-4-04-113906-6. |
| 14   | 09. Feb. 2024            | ISBN 978-4-04-114516-6. |

Am 4. Januar 2021 wurde bekannt, dass die Light-Novel-Reihe einen Ableger-Manga mit dem Titel Kaifuku Jutsushi no Omotenashi (回復術士のおもてなし) und einer alternativen Handlung erhalten werde. Dieser erscheint wie die Hauptreihe auf der Young-Ace-Up-Website des Unternehmens Kadokawa.
| Band | Veröffentlichung (Japan) | ISBN (Japan)           |
| ---- | ------------------------ | ---------------------- |
| 1    | 10. Aug. 2021            | ISBN 9784041115787     |
| 2    | 10. Aug. 2022            | ISBN 978-4-04-112115-3 |

### Anime
- → Hauptartikel: Redo of Healer

Im November 2019 wurde angekündigt eine Animeserie zur Light Novel zu produzieren. Die Serie entsteht im Animationsstudio TNK. Als Regisseur wurde Takuya Asaoka bestimmt. Junji Goto, der bereits an Serien wie Highschool D×D und Senran Kagura beteiligt war, entwirft das Charakterdesign. Im Juni 2020 wurde der Start des Anime auf 2021 festgelegt. Demnach startet die zwölfteilige Animeserie am 13. Januar 2021.
Der Publisher Animoon Publishing sicherte sich die Lizenz für den deutschsprachigen Raum und veröffentlicht die Serie Ende 2021 auf DVD und Blu-ray.

## Erfolg
Die Printausgabe der Light-Novel-Reihe konnte sich in Japan rund 800.000 mal verkaufen; im Januar 2021 waren bereits 1,7 Millionen Kopien im Umlauf. Seit Start der Anime-Fernsehserie haben sich die digitalen Absatzzahlen der Light-Novel- und Mangareihe gesteigert. Dies gab Autor Tsukiyo in einem Twitter-Beitrag bekannt. Dabei, so Tsukiyo, übersteigen die Verkaufszahlen des E-Manga die der Printausgaben. In der ersten Märzwoche 2021 gab der Autor bekannt, dass in Japan inzwischen zwei Millionen Kopien von Kaifuku Jutsushi no Yarinaoshi im Umlauf sind, wobei neben den Light-Novel- auch die Mangaverkäufe berücksichtigt wurden. Im Februar 2023 befanden sich mehr als drei Millionen Exemplare der Romanreihe in Japan im Umlauf.
Das Werk wurde 2018 in einer Liste The Next Big Novel des Online-Verlages BookWalker auf den ersten Platz gewählt. Die Leser konnten hierfür einen Monat lang aus einer Nominiertenliste von 200 Light Novels wählen. Diese wurden vorab durch ein internes Komitee bestimmt.